# خوسيه ماريا لوبيز
خوسيه ماريا لوبيز (بالإسبانية: José María López)‏ هو سائق سيارة سباق أرجنتيني، ولد في 26 أبريل 1983 في ريو ترسيرو في الأرجنتين.

## وصلات خارجية
- الموقع الرسمي
- خوسيه ماريا لوبيز على موقع Racing-Reference.info (الإنجليزية)
- خوسيه ماريا لوبيز على موقع DriverDB.com (الإنجليزية)